# Kōji Uehara
Kōji Uehara (上原 浩治?, Uehara Kōji; Neyagawa, 3 aprile 1975) è un ex giocatore di baseball giapponese.

## Carriera

### In Giappone (NPB)
Uehara si laureò all'università della salute e delle scienze sportive di Osaka, e fu selezionato come prima scelta assoluta dagli Yomiuri Giants nel draft 1998. Debuttò nella Nippon Professional Baseball il 29 marzo 1999. Il 1999 fu un anno di successi per il debuttante Uehara, infatti con 15 vittorie consecutive infranse il record come miglior rookie, e a fine stagione fu nominato rookie dell'anno della central league e vinse il Eiji Sawamura Award e il NPB Guanto d'oro. Prima dell'inizio della stagione 2007 si infortunò, rientrato nel corso della stagione giocò come closer. L'anno seguente nonostante ebbe dimostrato qualità nel ruolo di closer, tornò lanciatore partente.

### In America nella Major League (MLB)

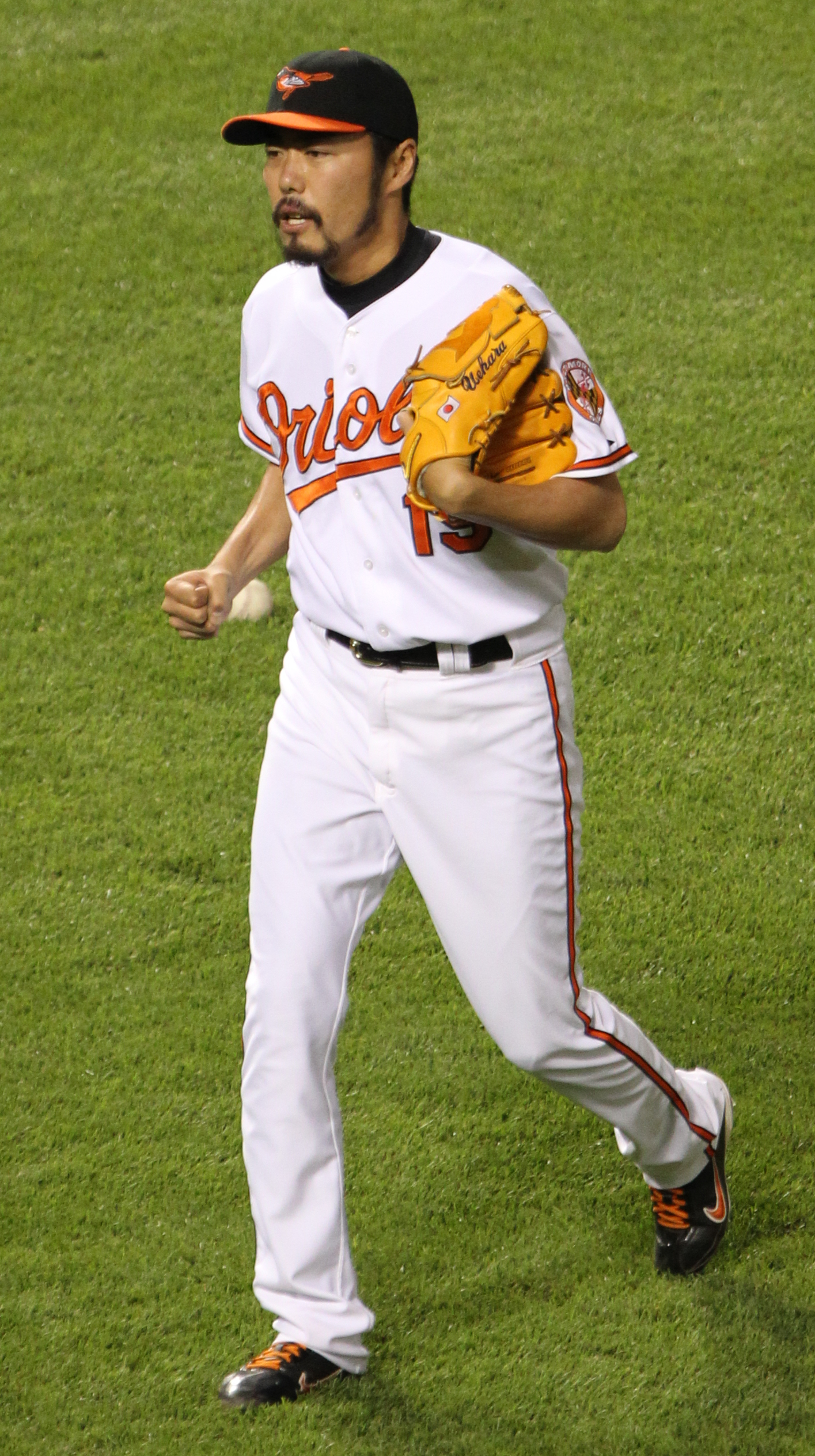
Uehara con gli Orioles nel 2011

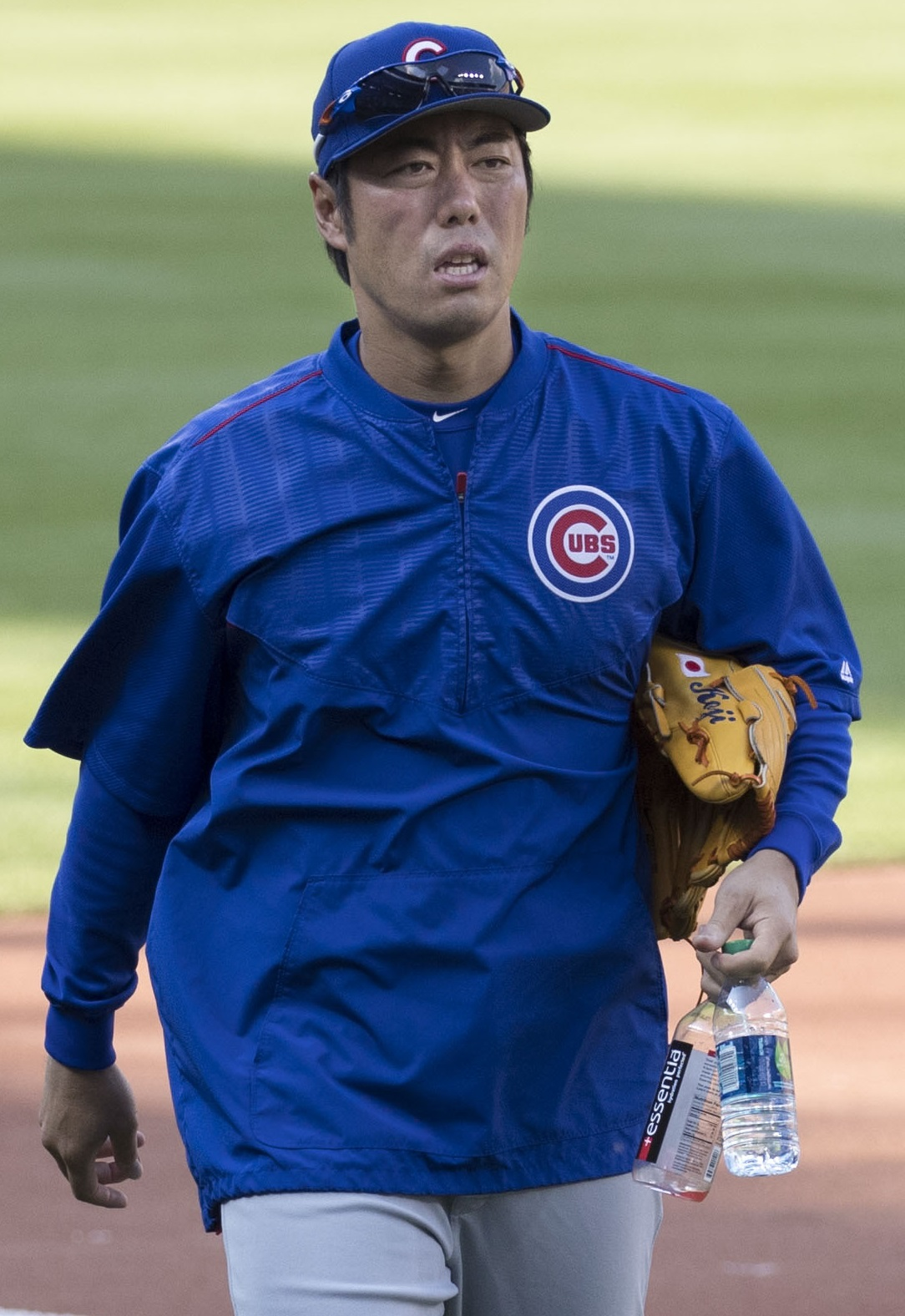
Uehara con i Cubs nel 2017

Nel 1998, Uehara rifiutò un contratto del valore di 3 milioni dagli allora Anaheim Angels e firmò con gli Yomiuri. Gli Angels continuarono a esprimere il loro interesse, definendo il suo acquisto, assieme a quello del giocatore Daisuke Matsuzaka, una priorità della squadra. Anche altre squadre di Major League, compresi gli Yankees, i Dodgers, i Red Sox, i Mets e gli Orioles mostrarono il loro interesse per Uehara dichiarando di essere disponibili a fare offerte, se il giocatore fosse diventato disponibile.
Il 13 gennaio 2009, Uehara firmò un accordo biennale da 10 milioni con i Baltimore Orioles. Debuttò nella MLB l'8 aprile, al Camden Yards di Baltimora, contro i New York Yankees; guadagnando la sua prima vittoria, giocando per cinque inning e concedendo una sola corsa.
Il 30 luglio 2011, Uehara fu scambiato dagli Orioles con i Texas Rangers per i giocatori Chris Davis e Tommy Hunter. Il suo arrivo nella squadra di Arlington lo ricongiunse con il suo vecchio compagno di scuola Yoshinori Tateyama, all'epoca nei Rangers.
Il 6 dicembre 2012, Uehara sottoscrisse un contratto di un anno con i Boston Red Sox.[7] Uehara giocò come lanciatore di rilievo e verso il termine della stagione come closer, a causa degli infortuni dei giocatori Andrew Bailey e Joel Hanrahan.
Durante la post-season 2013, Uehara fu nominato MVP dell'American League Championship Series. Nel 2013 i Red Sox vinsero le world series, Uehara divenne quindi campione per la prima volta in america.
Nel 2014 fu convocato per la prima volta per l'All-Star Game, come sostituto del connazionale Masahiro Tanaka, in quel periodo infortunato.
Il 14 dicembre 2016, Uehara firmò un contratto di un anno del valore di 6 milioni con i Chicago Cubs. Il 21 giugno 2017, Uehara concesse per la prima volta una base su ball con basi cariche.

### Ritorno in Giappone
Il 9 marzo 2018, Uehara firmò un contratto di un anno con gli Yomiuri Giants. Il 19 maggio 2019, Uehara ha annunciato il ritiro dal baseball professionistico.

## Nazionale
Uehara partecipò con la nazionale giapponese a numerose competizioni internazionali; partecipò ai Giochi Olimpici due volte, Atene 2004 e Pechino 2008, al primo World Baseball Classic nel 2006, e al Campionato asiatico di baseball nel 2007.

## Palmarès

### Club
- World Series: 1

Boston Red Sox: 2013

### Individuale
- MLB All-Star: 1

2014
- MVP dell'American League Championship Series: 1

2013

### Club
- Japan Series: 2

Yomiuri Giants: 2000, 2002

### Individuale
- Rookie dell'anno della Central League - 1999
- NPB All-Star: 8

1999–2005, 2007
- Guanti d'oro NPB: 2

1999, 2003
- Leader della NPB in vittorie: 2

1999, 2002
- Leader della NPB in strikeout: 2

1999, 2003
- Leader della Pacific League in media PGL: 2

1999, 2004
- Eiji Sawamura Award: 2

1999, 2002

### Nazionale
- World Baseball Classic: Medaglia d'Oro

Team: Giappone: 2006
- Giochi Olimpici: Medaglia di Bronzo

Team: Giappone: Atene 2004
- Campionato asiatico di baseball: Medaglia d'Oro

Team: Giappone: 2007